# Rivière Coulombe Nord
Rivière Coulombe Nord är ett vattendrag i Kanada.   Det ligger i provinsen Québec, i den sydöstra delen av landet, 300 km öster om huvudstaden Ottawa.
I omgivningarna runt Rivière Coulombe Nord växer i huvudsak blandskog. Runt Rivière Coulombe Nord är det mycket glesbefolkat, med 4 invånare per kvadratkilometer.